# Automatický mlýn NUPOD
Automatický mlýn NUPOD je funkcionalistická průmyslová stavba dokončená roku 1938 na Suchovské silnici 3 v Trnavě. Patří mezi vrcholná díla slovenského architekta Emila Belluše. 
Projekt tohoto mlýna objednalo Nákupní ústředí potravinářských družstev (NUPOD), pro které Belluš navrhl družstevní domy v Bratislavě. Průmyslový charakter objektu a jeho úplná nezávislost na tradici dovolovaly více než veřejné městské stavby. Moderní průmyslový mlýn byl něčím zcela jiným než tradiční mlýny. 

## Popis stavby
Trnavský objekt sestává z lapidárně rozdělených a protikladně tvarovaných základních objemů: ze skladu obilí, který tvoří osm válcových sil a ze šestipodlažního hranolu s dlouhými řadami oken, ve kterém jsou hlavní provozy mlýna. Mezeru mezi nimi přemosťují menší objemy s dopravníky a vodojemy na sloupech. Konfiguraci výrazně dotvářejí dvě šikmo seříznuté plochy. Jedna je u násypky – jsou zde přívody obilí do jednotlivých sil, druhá, šikmá plocha překrývá schodiště. V obou případech jsou tyto tvary přímým průmětem vnitřní funkce. 
Provoz mlýna je zjednodušeně následující: ze železniční vlečky se obilí vykládá, čistí a upravuje, přepravuje se nahoru a nasype se do sil. Z nich pak jde na různá podlaží, kde se mele a zpracovává. Šikmým dopravníkem se přepravuje do samostatně stojícího skladu mouky. Tento sklad, nižší a samostatně stojící, často unikne pozornosti při sledování čisté krásy hlavní budovy mlýna. Je to však neobvyklý objekt. Má obdélníkový půdorysný tvar v poměru stran 6:4. Průčelí jsou volné a na nich jsou úzké pásová okna táhnoucí se kolem celé stavby. Ve středu dispozice bylo otevřené schodiště s půlkruhovými podestami. 
Mlýn byl často publikován v různých souborech vybraných staveb moderní architektury. Mnozí s nadšením hodnotili dokonalou výtvarnou kompozici mlýna, ale zdá se, že právě neoddělitelné vzájemné přestoupení funkce a kompozice je vrcholným architektonickým výkonem. Bellušovo vyjádření "všude se volily prvky konstruktivně, přiléhající co nejvíce vnitřnímu obsahu" sice zdánlivě zdůrazňuje funkcionalistickou automatiku, ale to je také symptomatické pro tuto dobu. Málokdo tehdy zdůrazňoval svou schopnost tvořit krásné, když na prvním místě bylo vždy účelné, Belluš zde na jedné straně dokazuje svou klasickou schopnost proporčně přímo dokonale komponovat, ale současně i sebejistou práci s vnitřním uspořádáním.
Le Corbusier má na začátku jedné kapitoly ve své knize Le Vers une architecture vyobrazenou podobnou figuru válcového sila. Je to skupina devíti prostých válců, jako příklad přímočaré funkcionální krásy. Bellušův mlýn je složitější, neboť je vlastně jakýmsi strojem - i když ne na bydlení. I v jeho názvu se stále traduje slovo "plně automatický" jako výraz strojovosti. Mlýn není pouze exemplární příklad seskupení válců. V tom, jak spojil funkcionalitu s formou je ještě umocněnějším a komplexnějším ztělesněním moderní funkcionální doby. Ladislav Foltyn napsal, že "tady estetická funkce nepřistupovala zvenčí, existuje v samotné podstatě mlýna".
Bylo to dílo spojené s funkcionalistickým názorem, vnitřně svázané se začátkem třicátých let. Zatímco ostatní architekti prezentovali starší či novější, ale spíše konzervativní díla, Belluš se ještě i v druhé polovině třicátých let prezentoval moderní architekturou.

## Galerie

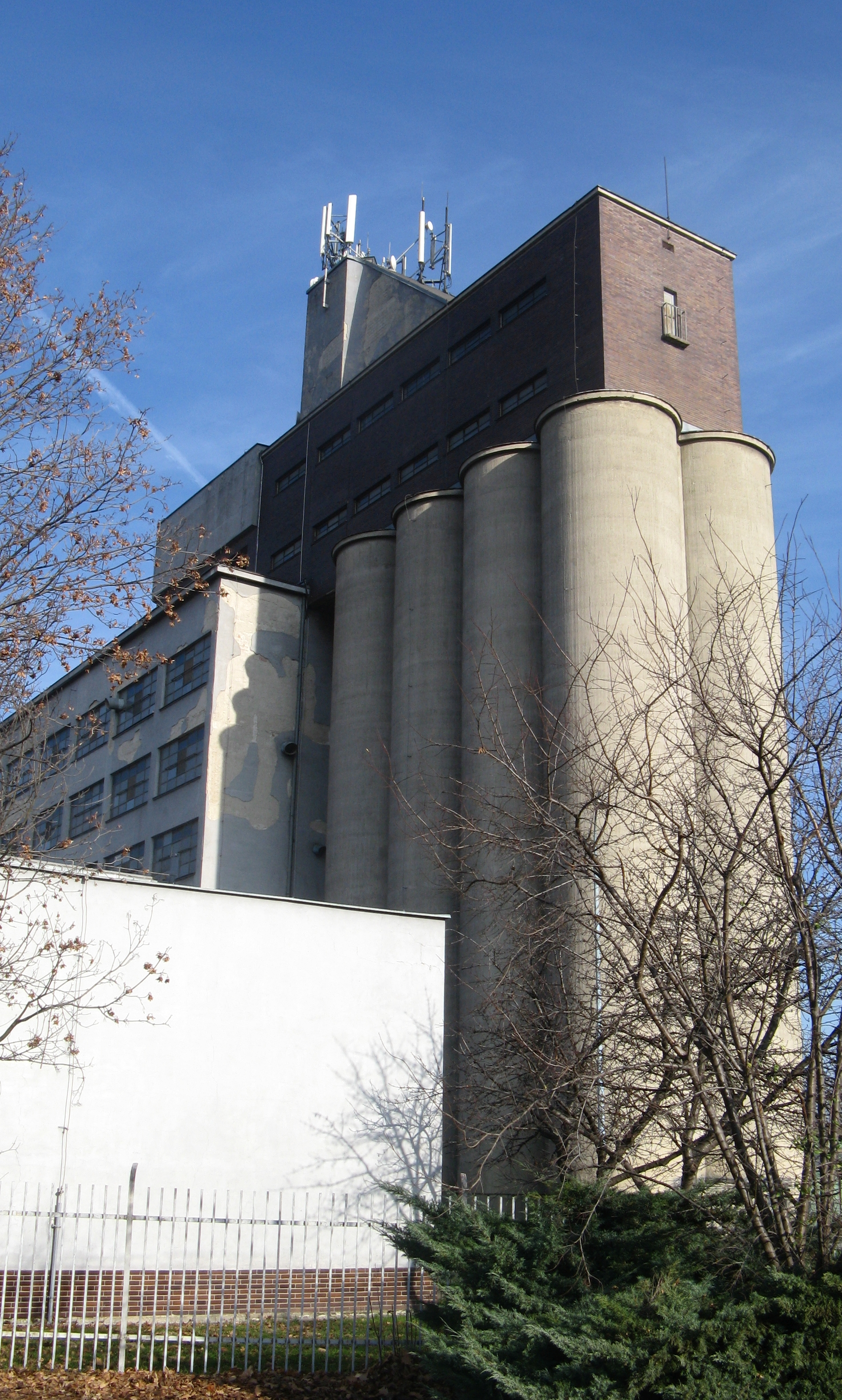
Pohled od západu
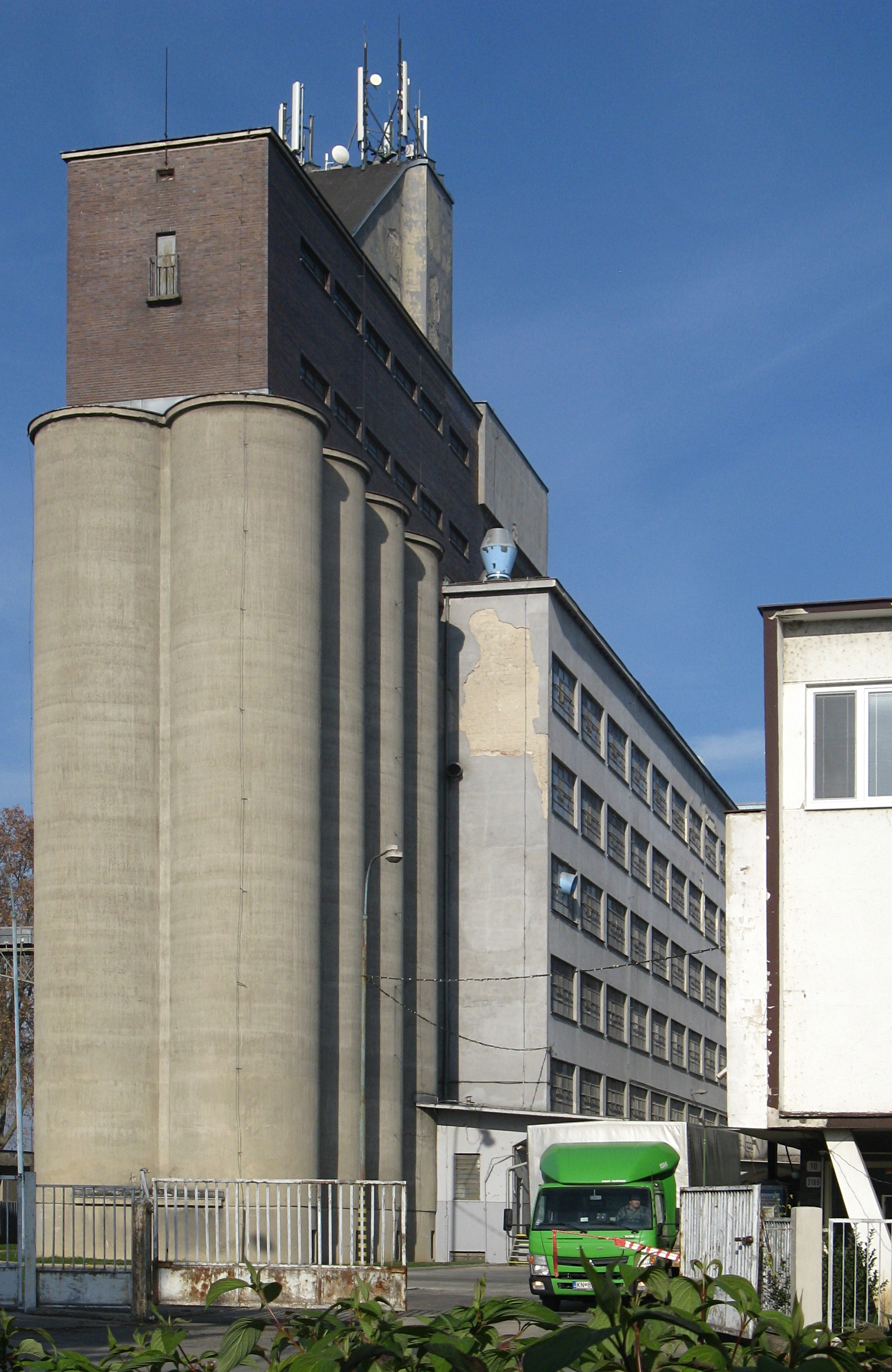
Pohled od jihu
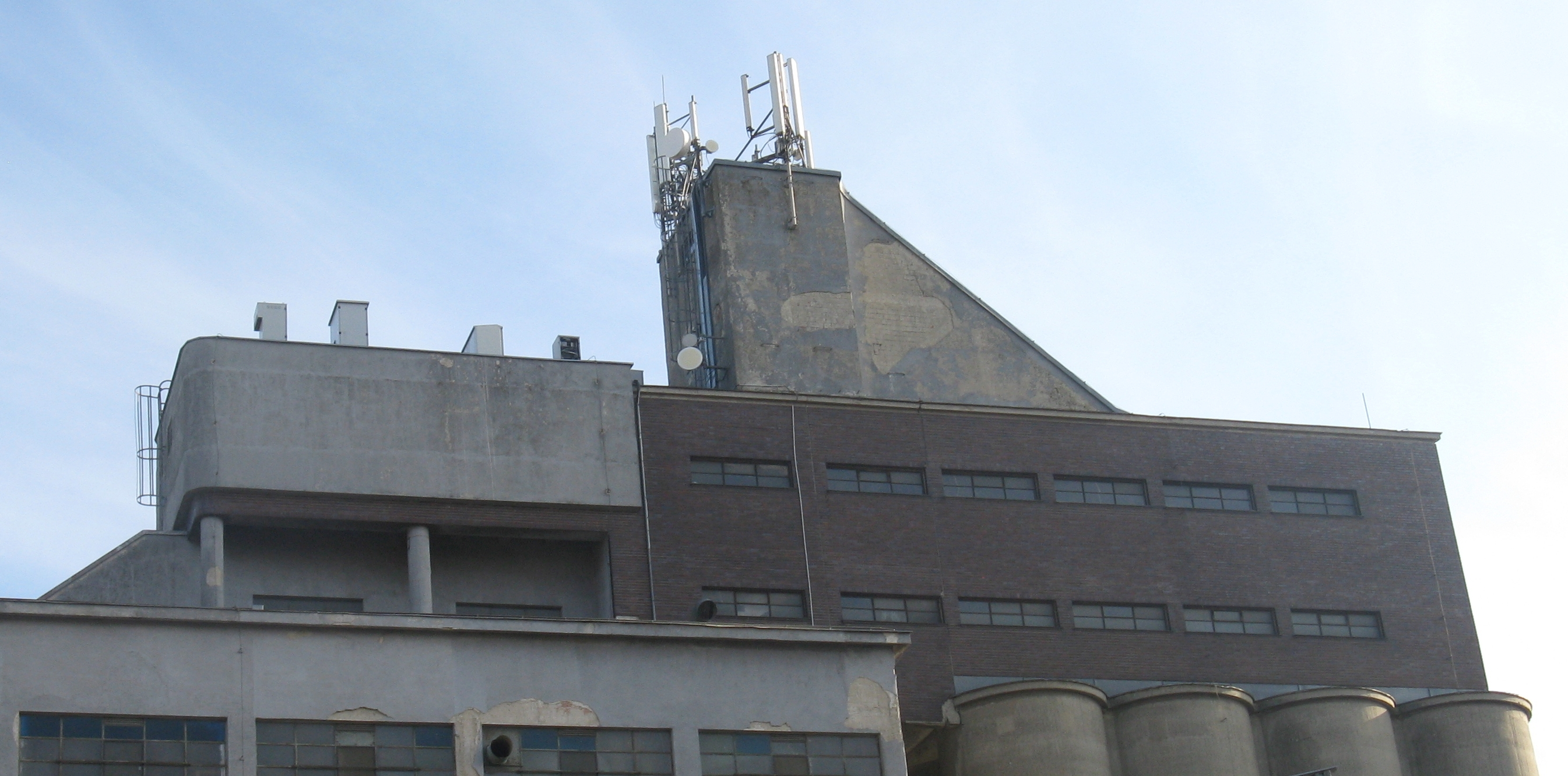
Detail